# (735) Marghanna
(735) Marghanna est un astéroïde de la ceinture principale découvert le 9 décembre 1912 par l'astronome allemand Heinrich Vogt.
Sa désignation provisoire était 1912 PY.